# Усаковка
Усако́вка (каз. Усаков) — село у складі Федоровського району Костанайської області Казахстану. Входить до складу Вишневого сільського округу.
Населення — 80 осіб (2021; 135 у 2009, 232 у 1999, 263 у 1989).